# Dryopomorphus yaku
Dryopomorphus yaku is een keversoort uit de familie beekkevers (Elmidae). De wetenschappelijke naam van de soort werd in 2005 gepubliceerd door Yoshitomi & Satô.